# العلاقات المكسيكية الهندية
العلاقات المكسيكية الهندية هي العلاقات الثنائية التي تجمع بين المكسيك والهند.

## مقارنة بين البلدين
هذه مقارنة عامة ومرجعية للدولتين:
| وجه المقارنة                                              | المكسيك                                                                               | الهند                       |
| --------------------------------------------------------- | ------------------------------------------------------------------------------------- | --------------------------- |
| المساحة (كم2)                                             | 1.97 مليون                                                                            | 3.29 مليون                  |
| عدد السكان (نسمة)                                         | 130.53 مليون                                                                          | 1.35 مليار                  |
| الكثافة السكانية (ن./كم²)                                 | 66.26                                                                                 | 410.33                      |
| العاصمة                                                   | مدينة مكسيكو                                                                          | نيودلهي                     |
| اللغة الرسمية                                             | اللغة الإسبانية                                                                       | اللغة الهندية، لغة إنجليزية |
| العملة                                                    | بيزو مكسيكي                                                                           | روبية هندية                 |
| الناتج المحلي الإجمالي (بليون دولار)                      | 1.15 تريليون                                                                          | 2.60 تريليون                |
| الناتج المحلي الإجمالي (تعادل القوة الشرائية) بليون دولار | 2.16 تريليون                                                                          | 8.00 تريليون                |
| الناتج المحلي الإجمالي الاسمي للفرد دولار أمريكي          | 9.01 ألف                                                                              | 1.60 ألف                    |
| الناتج المحلي الإجمالي للفرد دولار أمريكي                 | 17.32 ألف                                                                             | 5.70 ألف                    |
| مؤشر التنمية البشرية                                      | 0.756                                                                                 | 0.609                       |
| رمز المكالمات الدولي                                      | +52                                                                                   | +91                         |
| رمز الإنترنت                                              | .mx                                                                                   | .in، .भारत ‏، .بھارت ‏،        |
| المنطقة الزمنية                                           | منطقة زمنية وسطى، المنطقة الزمنية الجبلية، زمن منطقة المحيط الهادئ، منطقة زمنية شرقية | ت ع م+05:30، توقيت الهند    |

## مدن متوأمة
في ما يلي قائمة باتفاقيات التوأمة بين مدن مكسيكية وهندية:
- ترتبط مدينة مكسيكو مع رانشي باتفاقية توأمة منذ 2006.[13][13][13][13]
- ترتبط أكابولكو مع بانجيم باتفاقية توأمة منذ 19 يوليو 2017.[14][14][15][15]
- ترتبط زاكاتيكاس مع الله أباد باتفاقية توأمة.

## منظمات دولية مشتركة
يشترك البلدان في عضوية مجموعة من المنظمات الدولية، منها:
| علم المنظمة | اسم المنظمة                        | تاريخ انضمام المكسيك | تاريخ انضمام الهند |
| ----------- | ---------------------------------- | -------------------- | ------------------ |
|             | يونسكو                             | 4 نوفمبر 1946        | 4 نوفمبر 1946      |
|             | مجموعة العشرين                     | ?                    | ?                  |
|             | الفريق المعني برصد الأرض           | ?                    | ?                  |
|             | مؤسسة التمويل الدولية              | 20 يوليو 1956        | 20 يوليو 1956      |
|             | منظمة حظر الأسلحة الكيميائية       | ?                    | ?                  |
|             | مؤسسة التنمية الدولية              | 24 أبريل 1961        | 24 سبتمبر 1960     |
|             | منظمة التجارة العالمية             | 1995                 | 1995               |
|             | وكالة ضمان الاستثمار متعدد الأطراف | 1 يوليو 2009         | 6 يناير 1994       |
|             | الاتحاد البريدي العالمي            | ?                    | ?                  |
|             | منظمة الشرطة الجنائية الدولية      | ?                    | ?                  |
|             | الأمم المتحدة                      | 7 نوفمبر 1945        | 30 أكتوبر 1945     |
|             | الاتحاد الدولي للاتصالات           | 1 يوليو 1908         | 1869               |
|             | البنك الدولي للإنشاء والتعمير      | 31 ديسمبر 1945       | 27 ديسمبر 1945     |
|             | المنظمة الهيدروغرافية الدولية      | ?                    | ?                  |

## أعلام
هذه قائمة لبعض الشخصيات التي تربطها علاقات بالبلدين:
- أكتافيو باث (31 مارس 1914[22][23][24] – 19 أبريل 1998[25][26][27])
- فيجايا لاكشمي بانديت (سياسية هندية وهي أخت أول رئيس وزراء للهند جواهر لال نهرو، 18 أغسطس 1900[28][29][30] – 1 ديسمبر 1990[28][29][30])

## وصلات خارجية
- موقع وزارة الخارجية المكسيكية
- موقع وزارة الخارجية الهندية